# Ятька
Ятька — река в России, протекает по территории Таборинского района Свердловская область. Устье реки находится в 22 км по левому берегу реки Попуя. Длина реки — 10 км.

## Данные водного реестра
По данным государственного водного реестра России относится к Иртышскому бассейновому округу, водохозяйственный участок реки — Тавда от истока и до устья, без реки Сосьва от истока до водомерного поста у деревни Морозково, речной подбассейн реки — Тобол. Речной бассейн реки — Иртыш.